# Morgan Brittany
Morgan Brittany, född som Suzanne Cupito 5 december 1951 i Los Angeles i Kalifornien, är en amerikansk skådespelerska som på 1980-talet gjorde sig känd som Pams elaka syster Katherine i tvåloperan Dallas. 
Brittany har också varit med i Lagens änglar, Våra värsta år, Hotel och The Dukes of Hazzard, samt spelade 1980 Vivien Leigh i The Scarlett O'Hara War.